# Julius von Zastrow
Julius Gottlieb Wilhelm Adolf von Zastrow (* 28. Februar 1802 in Landsberg an der Warthe; † 25. März 1884 in Wiesbaden) war ein preußischer Generalmajor.

## Leben

### Herkunft
Julius entstammte dem Adelsgeschlecht Zastrow. Er war ein Sohn des preußischen Generalmajors Wilhelm von Zastrow (1769–1854) und dessen Ehefrau Juliane, geborene Brunkow (1778–1861).

### Militärkarriere
Zastrow begann seine Laufbahn 1819 beim 1. Garde-Regiment zu Fuß der Preußischen Armee, wo er noch selben Jahres Portepeefähnrich wurde. 1820 folgte die Versetzung zum 29. Infanterie-Regiment und 1822 die Beförderung zum Sekondeleutnant. Zur weiteren Ausbildung absolvierte er 1828/31 und 1832/33 die Allgemeine Kriegsschule und stieg Ende April 1836 zum Premierleutnant auf. Mit der Beförderung zum Hauptmann wurde Zastrow im Januar 1844 als Kompaniechef in das 40. Infanterie-Regiment (8. Reserve-Regiment) nach Mainz versetzt. Im Jahre 1850 wurde Zastrow als Major Kommandeur des I. Bataillons im 20. Landwehr-Regiment in Spandau, dann im Oktober 1856 Versetzung zum 20. Infanterie-Regiment. Selben Jahres erfolgte die Beförderung zum Oberstleutnant und 1857 war Zastrow unter Stellung à la suite seines Regiments 2. Kommandant von Koblenz und Ehrenbreitstein. Nachdem er Anfang Mai 1859 den Charakter als Oberst erhalten hatte, wurde Zastrow mit der Verleihung des Patents zu seinem Dienstgrad Mitte Mai 1860 Kommandant von Kolberg. In dieser Stellung erhielt er am 18. Oktober 1861 den Roten Adlerorden III. Klasse mit Schleife. Am 17. Mai 1864 wurde Zastrow als Generalmajor mit Pension zur Disposition gestellt.

### Familie
Zastrow heiratete 1840 Pauline von Zastrow genannt von Küssow (1803–1841). Am 4. Juni 1845 verheiratete er sich Kostheim in zweiter Ehe mit Maria von Moers (1825–1897). Aus dieser Ehe gingen folgende Kinder hervor:
- Pauline (1846–1922) ⚭ 1864 Hermann von Malotki (1830–1911), preußischer Generalleutnant
- Alexander (* 1847), preußischer Leutnant a. D. ⚭ 1877 Florence Scisson (* Carlville, USA)
- Emmerich (1850–1869), preußischer Sekondeleutnant im Infanterie-Regiment Nr. 78
- Wilhelm Julis (* 1852), preußischer Hauptmann a. D.
- Helene (* 1854) ⚭ 1876 Hermann Bennin (1849–1923), preußischer Generalmajor der Feldartillerie